# يوري كوزنيتسوف (لاعب كرة قدم)
يوري كوزنيتسوف (بالروسية: Кузнецов, Юрий Анатольевич)‏ (25 يناير 1974 في روسيا - ) هو لاعب كرة قدم روسي في مركز الوسط. لعب مع أرسنال تولا ودينامو موسكو وشينيك ياروسلافل ونادي غوميل وFC Zvezda Irkutsk ‏ وFC Angara Angarsk ‏ وFC Reutov ‏ ونادي ينيسي كراسنويارسك ‏.

## وصلات خارجية
- يوري كوزنيتسوف على موقع قاعدة بيانات كرة القدم.إي يو (الإنجليزية)